# James Bolam
James Bolam, född 16 juni 1935 i Sunderland, England, är en brittisk skådespelare.
Bolam gjorde scendebut 1959 i The Kitchen på Royal Court Theatre i London. Genom åren har han medverkat i en rad teaterpjäser, såsom Macbeth, King Lear och Run For Your Wife.
För svensk TV-publik mest känd som hypokondrikern i komediserien Ett gott skratt... (1979-1982), samt thrillerkomedin The Beiderbecke Trilogy: The Beiderbecke Affair (1985), The Beiderbecke Tapes (1987) och The Beiderbecke Connection (1988).

## Filmografi (urval)
- 1962 – Att älska så
- 1979–1982 – Ett gott skratt... (TV-serie)
- 1995 – Clockwork Mice
- 1997 – Ön i Fågelgatan
- 1999 – Slutet på historien
- 2003–2013 – Gamla snutar, nya spår (TV-serie)
- 2016 – Kalla fötter (TV-serie)